# Ipotesi di Riemann

Parte reale (in rosso) e immaginaria (in blu) dei valori assunti dalla funzione zeta lungo la linea critica Si possono notare i primi zeri non banali in

In matematica, più precisamente in teoria analitica dei numeri, l'ipotesi di Riemann o congettura di Riemann è una congettura sulla distribuzione degli zeri non banali della funzione zeta di Riemann. La sua importanza deriva dalle conseguenze che ha sulla distribuzione dei numeri primi.
Dall'equazione funzionale discende che la funzione zeta di Riemann ζ(s) ha zeri, detti banali, negli interi pari negativi, (s = −2, −4, −6 e così via). La congettura di Riemann riguarda invece gli zeri non banali e afferma che
In altre parole, le radici non banali dovrebbero trovarsi tutte sulla retta descritta dall'equazione s = 1/2 + it (la cosiddetta "retta critica", indicata come critical line in Fig. 3) con t numero reale e i unità immaginaria.

## Descrizione
L'ipotesi di Riemann, formulata per la prima volta nel 1859 da Bernhard Riemann, è considerata il più importante problema aperto della matematica. Rientra nei ventitré problemi di Hilbert e nei sette problemi per il millennio, per la soluzione di ognuno dei quali l'istituto matematico Clay ha offerto un premio di un milione di dollari.
Sebbene la maggior parte dei matematici ritenga l'ipotesi di Riemann vera, vi sono alcune eccezioni, come quelle notevoli di J. E. Littlewood e Atle Selberg.
Riemann non discusse la sua ipotesi in nessuna altra pubblicazione e non si ha evidenza di comunicazioni private in cui abbia affermato di avere una dimostrazione di tale congettura. Presentò invece come certi alcuni altri risultati relativi alla quantità e alla disposizione degli zeri nella striscia critica che sono stati tutti dimostrati, con l'eccezione di uno solo, da altri matematici negli anni seguenti. In particolare, Riemann, oltre a dare una stima del numero di zeri con parte reale nell'intervallo [0,1] e parte immaginaria in [-T,T], affermò che la frazione di tali zeri che giace sulla retta critica tende a 1 quando T tende all'infinito. Di quest'ultima affermazione Riemann riteneva di avere una dimostrazione rigorosa, che, come spiega in una comunicazione privata ad un collega, non pubblicò poiché non ancora sufficientemente semplificata. Ancora oggi, anche questa forma debole dell'ipotesi è in attesa di una dimostrazione o di una smentita.
Per molti anni, dopo la sua morte, diversi matematici ritennero che Riemann non avesse in realtà dimostrazioni per nessuna delle sue affermazioni sugli zeri. Solo nel 1932 Carl Ludwig Siegel, studiando i documenti manoscritti di Riemann, dimostrò che questi aveva in realtà elaborato metodi molto raffinati per lo studio della posizione degli zeri, metodi che erano rimasti di fatto ancora sconosciuti agli altri matematici anche a distanza di decenni. Non è pertanto possibile escludere che Riemann avesse dimostrato anche la sua affermazione sulla frazione asintotica degli zeri sulla retta critica. Purtroppo non è possibile in generale avere certezza di quali altri risultati Riemann avesse ottenuto sulla sua funzione, anche a causa del fatto che parte delle sue carte fu distrutta dopo la sua morte da una domestica.

## Rapporti con la teoria dei numeri primi
Il primo legame tra la funzione zeta e i numeri primi era già stato scoperto da Eulero, che notò che per ogni numero reale {\displaystyle x>1}, vale la formula prodotto di Eulero,
{\displaystyle \zeta (x)=\prod _{p{\text{ primo}}}^{\infty }{\frac {1}{1-p^{-x}}},}
dove, nella produttoria, p spazia tra tutti i numeri primi.
L'andamento della funzione zeta (e in particolare la distribuzione dei suoi zeri) risulta quindi legato (attraverso altri passaggi che si omettono) alla distribuzione dei numeri primi immersi nell'insieme dei numeri naturali.

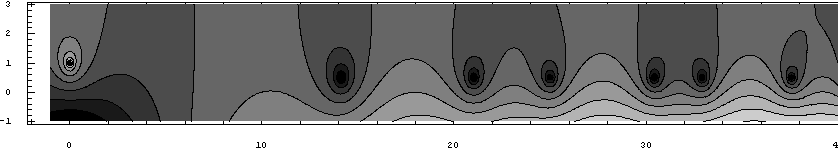
Modulo della funzione Z sul piano complesso

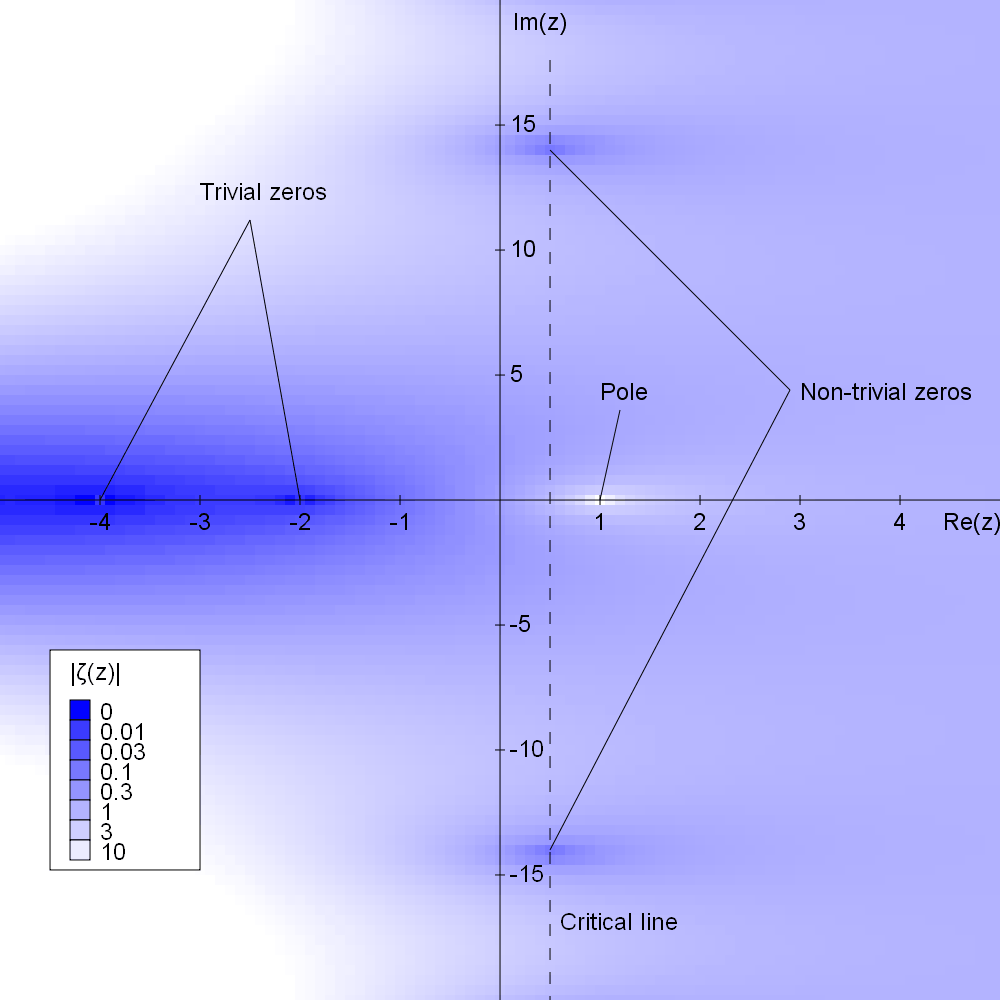
Fig. 3: I valori assoluti della funzione ζ, indicati con tonalità più chiara al crescere del valore. Si distinguono due zeri non banali (più scuri) che obbediscono alla congettura, ubicati sulla "retta critica" verticale. Gli zeri banali giacciono invece sull'asse negativo delle x

## Conseguenze
La dimostrazione dell'ipotesi di Riemann avrebbe numerose implicazioni su altri problemi aperti della teoria dei numeri, come l'ipotesi di Lindelöf e la congettura del grande gap tra numeri primi consecutivi. Inoltre, Von Koch (1901) ha dimostrato che la validità dell'ipotesi di Riemann implica un limite a quanto la funzione enumerativa dei primi si discosta dalla funzione logaritmo integrale. Precisamente, il risultato di Koch dice che l'ipotesi di Riemann implica
{\displaystyle |\pi (x)-\operatorname {li} (x)|<{\frac {1}{8\pi }}{\sqrt {x}}\log(x),\qquad {\text{per ogni }}x\geq 2657,}
dove {\displaystyle {\text{li}}} indica la funzione logaritmo integrale, mentre {\displaystyle \pi } indica la funzione enumerativa dei primi. Del tutto errata è invece la diffusa convinzione che una dimostrazione dell'ipotesi di Riemann possa avere un impatto sulla crittografia, dal momento che la validità dell'ipotesi potrebbe solamente dare una garanzia teorica al funzionamento di algoritmi già noti, come quelli di Schnorr, Seysen, e Lenstra, la cui complessità computazionale può essere dimostrata assumendo la verità dell'Ipotesi di Riemann Generalizzata.

## Tentativi di dimostrazione
Nel corso degli anni molti matematici hanno affermato di aver dimostrato l'ipotesi di Riemann. Un caso particolare è costituito da Louis de Branges de Bourcia, matematico già famoso per aver risolto la congettura di Bieberbach. Nel 1992, de Branges propose e pubblicò sul suo sito una dimostrazione basata su argomenti di analisi funzionale, ma i teorici dei numeri rimasero scettici e otto anni dopo Brian Conrey e Xian-Jin Li pubblicarono un articolo in cui fornirono controesempi che implicavano la non correttezza della dimostrazione. Negli anni successivi, de Branges ha modificato spesso la dimostrazione presente sul sito, basandosi comunque sullo stesso tipo di idee. Tuttavia, sebbene finora nessuno abbia verificato la correttezza della dimostrazione dopo le modifiche apportate, anche la nuova versione è ritenuta sbagliata perché gli argomenti utilizzati sono ritenuti inadeguati ad attaccare il problema.